# 奇爾奇克
奇爾奇克（羅馬化：Chirchik）是烏茲別克的城市，由塔什干州負責管轄，位於該國東部，距離首府塔什干32公里，始建於1935年，面積34平方公里，海拔高度582米，1999年人口145,600。